# Małgorzata Krasnodębska-Tomkiel
Małgorzata Anna Krasnodębska-Tomkiel (ur. 23 września 1974 w Warszawie) – polska prawniczka, wykładowca akademicki, w latach 2008–2014 prezes Urzędu Ochrony Konkurencji i Konsumentów.

## Życiorys
Z wykształcenia prawnik. W 2005 na podstawie rozprawy zatytułowanej Wspólnotowe prawo konkurencji. Skutki dla Polski uzyskała na Wydziale Prawa i Administracji Uniwersytetu Warszawskiego stopień doktora nauk prawnych ze specjalnością w zakresie prawa administracyjnego.
Została nauczycielem akademickim na uczelniach warszawskich (UW, SGH i KSAP), prowadząc zajęcia z prawa wspólnotowego i antymonopolowego.
Od 1998 zawodowo związana z Urzędem Ochrony Konkurencji i Konsumentów. 21 czerwca 2007 powołana przez premiera Jarosława Kaczyńskiego na stanowisko wiceprezesa UOKiK, 4 czerwca 2008 premier Donald Tusk mianował ją na prezesa tej instytucji. 10 lutego 2014 odwołana z tego stanowiska.